# Samotny wrzód odbytnicy
Samotny wrzód odbytnicy (łac. ulcus solitarius recti, ang. solitary rectal ulcer, solitary rectal ulcer syndrome, SRUS) – rzadka, występująca głównie u młodych dorosłych choroba odbytnicy polegająca na powstaniu pojedynczego wrzodu lub mnogich zmian  w obrębie błony śluzowej tego odcinka jelita grubego.

## Historia
Samotny wrzód odbytnicy opisany został po raz pierwszy w 1829 przez Jeana Cruveilhiera jako przewlekłe owrzodzenie odbytnicy. Kliniczne i patofizjologiczne cechy choroby pierwszy raz zostały opisane natomiast w 1969 przez Madigana i Morsona.

## Etiopatogeneza
Etiologia choroby nie jest dokładnie poznana. Jako przyczyny powstania samotnego wrzodu odbytnicy bierze się pod uwagę urazy (np. drażnienie ściany odbytnicy palcem), wzrost napięcia mięśnia łonowo-odbytniczego, wrodzone wady ściany odbytnicy, nieswoiste zapalenia jelit o ograniczonej lokalizacji, zakażenia,  stosowanie niektórych leków doodbytniczo (np. niesteroidowe leki przeciwzapalne, ergotamina). Zwraca się uwagę na współistnienie samotnego wrzodu odbytnicy z wypadaniem odbytnicy i wgłobieniem wewnętrznym odbytnicy. W procesie patogenetycznym prowadzącym do powstania owrzodzenia rozważa się kwestię zmian w ścianie jelita wynikających z niedokrwienia spowodowanego wypadaniem odbytnicy oraz zaburzeniami napięcia mięśni miednicy i zwieracza zewnętrznego odbytu.

## Objawy
- zaparcie
- ból podczas parcia na stolec
- wrażenie niepełnego wypróżnienia
- przedłużona defekacja z towarzyszącym dużym wysiłkiem
- krwawienie z odbytu
- ból w podbrzuszu
- obecność śluzu i ropy w kale
- nietrzymanie stolca
- wypadanie odbytnicy

## Diagnostyka
Często okres od początku objawów do rozpoznania samotnego wrzodu odbytnicy jest długi, ze względu na początkową złą interpretację charakteru uwidocznionej zmiany np. jako guza nowotworowego lub nieswoistego zapalenia jelita grubego. W badaniu endoskopowym wrzód samotny najczęściej jest pojedynczą zmianą o średnicy mniejszej od 5 cm, zlokalizowaną na przedniej ścianie odbytnicy, w odległości 6–10 cm od brzegu odbytu. Rzadziej owrzodzenia są mnogie, pojawiają się zmiany polipowate lub rumień. W badaniu histopatologicznym materiału biopsyjnego pobranego w czasie endoskopii stwierdza się: zwłóknienie, naciek zapalny oraz przekrwienie w blaszce właściwej błony śluzowej odbytnicy. W miejscu blaszki właściwej pojawiają się fibroblasty, komórki mięśni gładkich oraz kolagen. Warstwa mięśniowa błony śluzowej ulega przerostowi, a jej struktura ulega zaburzeniu. Dochodzi również do zmiany struktury cew gruczołowych błony śluzowej.
W diagnostyce samotnego wrzodu odbytnicy stosuje się ponadto defekografię, w której stwierdza się przedłużoną defekację i zaburzone opróżnianie bańki odbytnicy ze stolca. W transrektalnym (przez odbyt) badaniu ultrasonograficznym widoczne może być pogrubienie ściany odbytnicy w jej dystalnym odcinku oraz zaburzenia rozluźniania mięśnia łonowo-odbytniczego podczas oddawania stolca. Stosuje się również badanie manometryczne mogące wykazać wzrost ciśnienia w bańce odbytnicy i badanie elektromiograficzne. Wyniki badań dodatkowych mają wpływ na wybór metody leczenia.

## Leczenie
Zaleca się uspokojenie chorego, dietę bogatoresztkową, biofeedback. Podaje się środki zwiększające objętość stolca oraz leki takie jak: mesalazyna, sukralfat, kortykosterydy doustnie. Mesalazynę i sukralfat można też stosować doodbytniczo. W przypadku wypadania odbytnicy lub jej błony śluzowej stosuje się leczenie operacyjne, np. rektopeksję, czyli przezbrzuszne umocowanie odbytnicy. Inne zabiegi operacyjne stosowane w leczeniu choroby to miejscowe wycięcie zmiany (w tym mukozektomia, czyli miejscowe wycięcie samej błony śluzowej) lub zdecydowanie rzadziej  przednia resekcja odbytnicy.